# Progetto Brocca
Il progetto Brocca (dal nome del sottosegretario italiano alla Pubblica istruzione Beniamino Brocca che coordinò la commissione ministeriale autrice del progetto) è uno studio per la revisione del sistema didattico pubblico italiano effettuato a cavallo fra gli anni '80 e '90.
Istituita nel 1988, la Commissione Brocca ricevette dal ministro Giovanni Galloni inizialmente il mandato di "revisionare" i programmi dei primi due anni della secondaria superiore, in vista del prolungamento dell'istruzione obbligatoria al sedicesimo anno d'età.
L'anno successivo (confermata in carica peraltro dal successivo ministro Sergio Mattarella) si ebbe il primo esito concreto della commissione, cioè l'elaborazione dell'area comune del biennio. Ricostituita nel 1990 dal ministro Gerardo Bianco, nel 1991 il mandato fu esteso ai piani di studio del triennio. Nel 1992 la commissione concluse i suoi lavori durante il dicastero di Riccardo Misasi. 

## Il progetto
Tenuto conto della tripartizione (istruzione liceale, tecnica e professionale) della scuola secondaria superiore ormai sedimentata, la commissione propose di superare le diverse barriere tra indirizzi di studio. Per superare le diversità di indirizzo si suggerì di dare maggior spazio alle discipline fondamentali. La commissione scartò l'adozione di un "biennio unico", ossia di un semplice proseguimento della scuola media, per preferire l'alternativa del "biennio unitario articolato".

### Liceo classico
| Liceo classico "Brocca" (1992-2010)        | Biennio | Biennio | Triennio | Triennio | Triennio |
| Liceo classico "Brocca" (1992-2010)        | I anno  | II anno | III anno | IV anno  | V anno   |
| ------------------------------------------ | ------- | ------- | -------- | -------- | -------- |
| Lingua e lettere italiane                  | 5       | 5       | 4        | 4        | 4        |
| Lingua e lettere latine                    | 4       | 4       | 4        | 4        | 4        |
| Lingua e lettere greche                    | 4       | 4       | 3        | 3        | 3        |
| Lingua e letteratura straniera             | 3       | 3       | 3        | 3        | 2        |
| Storia                                     | 2       | 2       | 3        | 3        | 3        |
| Diritto ed Economia                        | 2       | 2       | 2        | 2        | 2        |
| Filosofia                                  | -       | -       | 3        | 3        | 3        |
| Matematica ed Informatica                  | 4       | 4       | 3        | 3        | 3        |
| Fisica                                     | -       | -       | -        | 4        | 2        |
| Scienze naturali, chimica e geografia      | 3       | 3       | 4        | -        | 3        |
| Storia dell'arte                           | 2       | 2       | 2        | 2        | 2        |
| Educazione fisica                          | 2       | 2       | 2        | 2        | 2        |
| Religione cattolica o attività alternative | 1       | 1       | 1        | 1        | 1        |
| Totale delle ore settimanali               | 34      | 34      | 34       | 34       | 34       |

### Liceo economico Brocca
Il percorso del liceo economico Brocca approfondiva la cultura liceale attraverso l'acquisizione di un'ampia formazione generale che prevedeva lo studio di discipline umanistiche e scientifiche accanto a materie giuridiche ed economiche. Tale processo educativo-formativo offriva allo studente i saperi, le competenze e le abilità atte ad acquisire la conoscenza del mondo economico-giuridico, delle dinamiche sociali, dei mercati e della finanza anche in campo internazionale. La sperimentazione, insieme a tutte le altre, fu soppressa dalla riforma Gelmini (2008-2011), che propose, tra l'altro, un indirizzo scolastico ricalcato sul progetto Brocca (l'opzione economico-sociale del liceo delle scienze umane).
| Liceo economico (1992-2010)                | Biennio | Biennio | Triennio | Triennio | Triennio |
| Liceo economico (1992-2010)                | I       | II      | III      | IV       | V        |
| ------------------------------------------ | ------- | ------- | -------- | -------- | -------- |
| Lingua e letteratura italiana              | 5       | 5       | 4        | 4        | 4        |
| Lingua e letteratura inglese               | 3       | 3       | 3        | 3        | 3        |
| Lingua e letteratura straniera 2           | 4       | 4       | 2        | 2        | 2        |
| Storia                                     | 2       | 2       | 2        | 2        | 2        |
| Geografia                                  | -       | -       | 2        | 2        | 2        |
| Filosofia                                  | -       | -       | -        | 2        | 2        |
| Matematica                                 | 5       | 5       | 4        | 4        | 3        |
| Informatica                                | 2       | 2       | -        | -        | -        |
| Fisica e chimica                           | 3       | 3       | 4        | -        | -        |
| Biologia                                   | -       | 3       | -        | -        | -        |
| Scienze della Terra                        | 3       | -       | -        | -        | -        |
| Diritto ed economia                        | 2       | 2       | -        | -        | -        |
| Diritto                                    | -       | -       | 2        | 3        | 3        |
| Economia                                   | -       | -       | 3        | 2        | 3        |
| Economia aziendale                         | 2       | 2       | 6        | 8        | 8        |
| Educazione fisica                          | 2       | 2       | 2        | 2        | 2        |
| Religione cattolica o attività alternative | 1       | 1       | 1        | 1        | 1        |
| Totale delle ore settimanali               | 34      | 34      | 35       | 35       | 35       |

### Liceo linguistico Brocca
Il progetto Brocca è una sperimentazione esaurita alla cui prima classe è stato possibile iscriversi sino all'anno scolastico 2009-2010; A partire dall'anno scolastico 2010-2011 è infatti iniziata l'applicazione dei nuovi quadri orario. Gli ultimi studenti iscritti al progetto Brocca si sono diplomati nell'anno scolastico 2013-2014.
| Discipline                                 | Biennio | Biennio | Triennio | Triennio | Triennio |
| Discipline                                 | I       | II      | III      | IV       | V        |
| ------------------------------------------ | ------- | ------- | -------- | -------- | -------- |
| Lingua e letteratura italiana              | 5       | 5       | 4        | 4        | 4        |
| Lingua e letteratura latina                | 4       | 4       | 3        | 2        | 3        |
| Lingua e letteratura straniera 1 1         | 3       | 3       | 3        | 3        | 3        |
| Lingua e letteratura straniera 2 1         | 4       | 4       | 3        | 3        | 3        |
| Lingua e letteratura straniera 3 1         | -       | -       | 5        | 5        | 4        |
| Storia dell'arte                           | 2       | 2       | 2        | 2        | 2        |
| Storia                                     | 2       | 2       | 3        | 3        | 3        |
| Geografia                                  | 2       | 2       | -        | -        | -        |
| Filosofia                                  | -       | -       | 2        | 3        | 3        |
| Diritto ed economia                        | 2       | 2       | -        | -        | -        |
| Matematica ed informatica                  | 4       | 4       | 3        | 3        | 3        |
| Scienze della Terra                        | 3       | -       | -        | -        | -        |
| Biologia                                   | -       | 3       | -        | -        | 2        |
| Fisica                                     | -       | -       | -        | 4        | 2        |
| Chimica                                    | -       | -       | 4        | -        | -        |
| Educazione fisica                          | 2       | 2       | 2        | 2        | 2        |
| Religione cattolica o attività alternative | 1       | 1       | 1        | 1        | 1        |
| Totale delle ore settimanali               | 34      | 34      | 35       | 35       | 35       |

- 1 Erano previste 33 ore annuali con un lettore madrelingua.

### Liceo scientifico Brocca
| Progetto Brocca (1992-2010) Sperimentazione scientifica | Biennio | Biennio | Triennio | Triennio | Triennio |
| Progetto Brocca (1992-2010) Sperimentazione scientifica | I       | II      | III      | IV       | V        |
| ------------------------------------------------------- | ------- | ------- | -------- | -------- | -------- |
| Lingua e letteratura italiana                           | 5       | 5       | 4        | 4        | 4        |
| Lingua e letteratura latina                             | 4       | 4       | 3        | 3        | 3        |
| Lingua e letteratura straniera                          | 3       | 3       | 3        | 3        | 3        |
| Storia                                                  | 2       | 2       | 2        | 2        | 2        |
| Geografia                                               | 2       | 2       | -        | -        | -        |
| Filosofia                                               | -       | -       | 2        | 3        | 3        |
| Matematica ed informatica                               | 5       | 5       | 6        | 6        | 5        |
| Laboratorio di fisica e chimica                         | 3       | 3       | -        | -        | -        |
| Scienze della Terra                                     | 3       | -       | -        | -        | 2        |
| Biologia                                                | -       | 3       | 3        | 2        | 2        |
| Fisica                                                  | -       | -       | 4        | 3        | 3        |
| Chimica                                                 | -       | -       | 2        | 3        | 2        |
| Storia dell'arte o musica                               | 2       | 2       | 2        | 2        | 2        |
| Diritto e economia                                      | 2       | 2       | -        | -        | -        |
| Educazione fisica                                       | 2       | 2       | 2        | 2        | 2        |
| Religione cattolica o attività alternativa              | 1       | 1       | 1        | 1        | 1        |
| Totale delle ore settimanali                            | 34      | 34      | 34       | 34       | 34       |

### Liceo scientifico-tecnologico Brocca
| Progetto Brocca (1992-2010) Sperimentazione scientifico-tecnologica | Biennio | Biennio | Triennio | Triennio | Triennio |
| Progetto Brocca (1992-2010) Sperimentazione scientifico-tecnologica | I       | II      | III      | IV       | V        |
| ------------------------------------------------------------------- | ------- | ------- | -------- | -------- | -------- |
| Lingua e letteratura italiana                                       | 5       | 5       | 4        | 4        | 4        |
| Lingua e letteratura straniera                                      | 3       | 3       | 3        | 3        | 3        |
| Storia                                                              | 2       | 2       | 2        | 2        | 3        |
| Geografia                                                           | 3       | -       | -        | -        | -        |
| Filosofia                                                           | -       | -       | 2        | 3        | 3        |
| Diritto e economia                                                  | 2       | 2       | -        | -        | -        |
| Matematica ed informatica                                           | 5       | 5       | -        | -        | -        |
| Matematica                                                          | -       | -       | 4        | 4        | 4        |
| Informatica e sistemi                                               | -       | -       | 3        | 3        | 3        |
| Laboratorio di fisica e chimica                                     | 5       | 5       | -        | -        | -        |
| Fisica e laboratorio                                                | -       | -       | 4        | 3        | 4        |
| Chimica e laboratorio                                               | -       | -       | 3        | 3        | 3        |
| Biologia e laboratorio                                              | -       | 3       | 4        | 2        | 2        |
| Scienze della Terra                                                 | 3       | -       | -        | 2        | 2        |
| Tecnologia e disegno                                                | 3       | 6       | -        | -        | -        |
| Disegno                                                             | -       | -       | 2        | 2        | -        |
| Educazione fisica                                                   | 2       | 2       | 2        | 2        | 2        |
| Religione cattolica o attività alternative                          | 1       | 1       | 1        | 1        | 1        |
| Totale delle ore settimanali                                        | 34      | 34      | 34       | 34       | 34       |

### Liceo socio-psico-pedagogico Brocca
| Sperimentazione Brocca socio-psico-pedagogica (1992 - 2010) | Biennio | Biennio | Triennio | Triennio | Triennio |
| Sperimentazione Brocca socio-psico-pedagogica (1992 - 2010) | I       | II      | III      | IV       | V        |
| ----------------------------------------------------------- | ------- | ------- | -------- | -------- | -------- |
| Lingua e letteratura italiana                               | 5       | 5       | 4        | 4        | 4        |
| Lingua e letteratura latina                                 | 4       | 4       | 3        | 3        | 2        |
| Lingua e letteratura straniera                              | 3       | 3       | 3        | 3        | 3        |
| Storia                                                      | 2       | 2       | 2        | 2        | 3        |
| Geografia                                                   | 2       | 2       | -        | -        | -        |
| Filosofia                                                   | -       | -       | 3        | 3        | 3        |
| Pedagogia                                                   | -       | -       | 3        | 3        | 3        |
| Metodologia della ricerca socio-psico-pedagogica            | -       | -       | -        | -        | 2        |
| Elementi di psicologia, sociologia e statistica             | 4       | 4       | -        | -        | -        |
| Psicologia                                                  | -       | -       | 2        | 2        | -        |
| Sociologia                                                  | -       | -       | 2        | 2        | -        |
| Diritto ed economia                                         | 2       | 2       | -        | -        | -        |
| Diritto e Legislazione sociale                              | -       | -       | -        | -        | 3        |
| Matematica ed Informatica                                   | 4       | 4       | 3        | 3        | 3        |
| Fisica                                                      | -       | -       | -        | 4        | -        |
| Scienze della Terra                                         | 3       | -       | -        | -        | -        |
| Biologia                                                    | -       | 3       | -        | -        | 3        |
| Chimica                                                     | -       | -       | 4        | -        | -        |
| Storia dell'arte o Musica                                   | 2       | 2       | 2        | 2        | 2        |
| Educazione fisica                                           | 2       | 2       | 2        | 2        | 2        |
| Religione cattolica o attività alternative                  | 1       | 1       | 1        | 1        | 1        |
| Totale delle ore settimanali                                | 34      | 34      | 34       | 34       | 34       |

### Liceo tecnologico-chimico Brocca
| Progetto Brocca (1992-2010) Sperimentazione indirizzo chimico | Biennio | Biennio | Triennio | Triennio | Triennio |
| Progetto Brocca (1992-2010) Sperimentazione indirizzo chimico | I       | II      | III      | IV       | V        |
| ------------------------------------------------------------- | ------- | ------- | -------- | -------- | -------- |
| Lingua e letteratura italiana                                 | 5       | 5       | 4        | 4        | 4        |
| Lingua e letteratura straniera                                | 3       | 3       | 3        | 3        | 3        |
| Storia                                                        | 2       | 2       | 2        | 2        | 2        |
| Geografia                                                     | 3       | -       | -        | -        | -        |
| Filosofia                                                     | -       | -       |          | 2        | 2        |
| Diritto e economia                                            | 2       | 2       | -        | -        | -        |
| Matematica ed informatica                                     | 5       | 5       | 4        | 4        | 4        |
| Laboratorio di fisica e chimica                               | 5       | 5       | -        | -        | -        |
| Fisica e laboratorio                                          | -       | -       | -        | 3        | 2        |
| Fisica Chimica                                                | -       | -       | -        | 4        | 4        |
| Chimica generale                                              | -       | -       | -        | 6        | -        |
| Biologia e laboratorio                                        | -       | 3       | -        | -        | -        |
| Scienze della Terra                                           | 3       | -       | -        | 2        | 2        |
| Tecnologia e disegno                                          | 3       | 6       | -        | -        | -        |
| Analisi chimica                                               | -       | -       | 5        | 4        | 4        |
| Chimica organica e biorganica                                 | -       | -       | 4        | 5        | 3        |
| Processi chimici industriali                                  | -       | -       | -        | 2        | 4        |
| Economia e organizzazione industriale                         | -       | -       | -        | -        | 2        |
| Educazione fisica                                             | 2       | 2       | 2        | 2        | 2        |
| Religione cattolica o attività alternative                    | 1       | 1       | 1        | 1        | 1        |
| Totale delle ore settimanali                                  | 34      | 34      | 34       | 34       | 34       |

### Liceo tecnologico-elettrico
| Progetto Brocca (1992-2010) Sperimentazione indirizzo elettrico | Biennio | Biennio | Triennio | Triennio | Triennio |
| Progetto Brocca (1992-2010) Sperimentazione indirizzo elettrico | I       | II      | III      | IV       | V        |
| --------------------------------------------------------------- | ------- | ------- | -------- | -------- | -------- |
| Lingua e letteratura italiana                                   | 5       | 5       | 4        | 4        | 4        |
| Lingua e letteratura straniera                                  | 3       | 3       | 3        | 3        | 3        |
| Storia                                                          | 2       | 2       | 2        | 2        | 2        |
| Geografia                                                       | 3       | -       | -        | -        | -        |
| Filosofia                                                       | -       | -       |          | 2        | 2        |
| Diritto e economia                                              | 2       | 2       | -        | -        | -        |
| Matematica ed informatica                                       | 5       | 5       | 4        | 4        | 4        |
| Matematica                                                      | -       | -       | -        | -        | -        |
| Informatica e sistemi                                           | -       | -       | -        | -        | -        |
| Laboratorio di fisica e chimica                                 | 5       | 5       | -        | -        | -        |
| Fisica e laboratorio                                            | -       | -       | 4        | 3        | -        |
| Chimica                                                         | -       | -       | 4        | 3        | -        |
| Biologia                                                        | -       | 3       | -        | -        | -        |
| Scienze della Terra                                             | 3       | -       | -        | 2        | 2        |
| Tecnologia e disegno                                            | 3       | 6       | -        | -        | -        |
| Elettrotecnica, impianti e misure                               | -       | -       | 6        | 4        | 6        |
| Elettronica e Controllo Automatico                              | -       | -       | 4        | 4        | 8        |
| Meccanica e Macchine                                            | -       | -       | -        | 3        | -        |
| Economia e organizzazione aziendale                             | -       | -       | -        | -        | 3        |
| Educazione fisica                                               | 2       | 2       | 2        | 2        | 2        |
| Religione cattolica o attività alternative                      | 1       | 1       | 1        | 1        | 1        |
| Totale delle ore settimanali                                    | 34      | 34      | 34       | 34       | 34       |

### Liceo tecnologico-elettronico
| Progetto Brocca (1992-2010) Sperimentazione indirizzo elettronico e telecomunicazioni | Biennio | Biennio | Triennio | Triennio | Triennio |
| Progetto Brocca (1992-2010) Sperimentazione indirizzo elettronico e telecomunicazioni | I       | II      | III      | IV       | V        |
| ------------------------------------------------------------------------------------- | ------- | ------- | -------- | -------- | -------- |
| Lingua e letteratura italiana                                                         | 5       | 5       | 4        | 4        | 4        |
| Lingua e letteratura straniera                                                        | 3       | 3       | 3        | 2        | 2        |
| Storia                                                                                | 2       | 2       | 2        | 2        | 2        |
| Geografia                                                                             | 3       | -       | -        | -        | -        |
| Filosofia                                                                             | -       | -       |          | 2        | 2        |
| Diritto e economia                                                                    | 2       | 2       | -        | -        | -        |
| Matematica ed informatica                                                             | 5       | 5       | 4        | 4        | 4        |
| Matematica                                                                            | -       | -       | -        | -        | -        |
| Informatica e sistemi                                                                 | -       | -       | -        | -        | -        |
| Laboratorio di fisica e chimica                                                       | 5       | 5       | -        | -        | -        |
| Fisica e laboratorio                                                                  | -       | -       | 4        | 3        | -        |
| Chimica                                                                               | -       | -       | 3        | 2        | -        |
| Biologia                                                                              | -       | 3       | -        | -        | -        |
| Scienze della Terra                                                                   | -       | 3       | -        | 2        | 2        |
| Tecnologia e disegno                                                                  | 3       | 6       | -        | -        | -        |
| Elettronica e Progettazione                                                           | 4       | 5       | 3        | -        | -        |
| Telecomunicazioni e Progettazione Elettrotecnica                                      | -       | -       | 3        | -        | -        |
| Sistemi Automatici                                                                    | -       | -       | 4        | 4        | 6        |
| Economia e organizzazione aziendale                                                   | -       | -       | -        | -        | 3        |
| Educazione fisica                                                                     | 2       | 2       | 2        | 2        | 2        |
| Religione cattolica o attività alternative                                            | 1       | 1       | 1        | 1        | 1        |
| Totale delle ore settimanali                                                          | 34      | 34      | 34       | 34       | 34       |

### Liceo tecnologico-informatico
| Progetto Brocca (1992-2010) Sperimentazione indirizzo informatico e telematico | Biennio | Biennio | Triennio | Triennio | Triennio |
| Progetto Brocca (1992-2010) Sperimentazione indirizzo informatico e telematico | I       | II      | III      | IV       | V        |
| ------------------------------------------------------------------------------ | ------- | ------- | -------- | -------- | -------- |
| Lingua e letteratura italiana                                                  | 5       | 5       | 4        | 4        | 4        |
| Lingua e letteratura straniera                                                 | 3       | 3       | 3        | 2        | 2        |
| Storia                                                                         | 2       | 2       | 2        | 2        | 2        |
| Geografia                                                                      | 3       | -       | -        | -        | -        |
| Filosofia                                                                      | -       | -       |          | 2        | 2        |
| Diritto e economia                                                             | 2       | 2       | -        | -        | -        |
| Matematica ed informatica                                                      | 5       | 5       | 4        | 4        | 4        |
| Matematica                                                                     | -       | -       | -        | -        | -        |
| Informatica e sistemi                                                          | -       | -       | 4        | 5        | 7        |
| Laboratorio di fisica e chimica                                                | 5       | 5       | -        | -        | -        |
| Fisica e laboratorio                                                           | -       | -       | 4        | 3        | -        |
| Chimica                                                                        | -       | -       | 3        | 2        | -        |
| Biologia                                                                       | -       | 3       | -        | -        | -        |
| Scienze della Terra                                                            | 3       | -       | -        | -        | -        |
| Tecnologia e disegno                                                           | 3       | 6       | -        | -        | -        |
| Elettronica e Progettazione                                                    | -       | -       | -        | 4        | 3        |
| Sistemi di Elaborazione e Trasmissione                                         | -       | -       | 3        | 4        | 7        |
| Sistemi Automatici                                                             | -       | -       | -        | -        | -        |
| Economia e organizzazione aziendale                                            | -       | -       | -        | -        | 3        |
| Educazione fisica                                                              | 2       | 2       | 2        | 2        | 2        |
| Religione cattolica o attività alternative                                     | 1       | 1       | 1        | 1        | 1        |
| Totale delle ore settimanali                                                   | 34      | 34      | 34       | 34       | 34       |

### Liceo tecnologico-meccanico
| Progetto Brocca (1992-2010) Sperimentazione indirizzo meccanico | Biennio | Biennio | Triennio | Triennio | Triennio |
| Progetto Brocca (1992-2010) Sperimentazione indirizzo meccanico | I       | II      | III      | IV       | V        |
| --------------------------------------------------------------- | ------- | ------- | -------- | -------- | -------- |
| Lingua e letteratura italiana                                   | 5       | 5       | 4        | 4        | 4        |
| Lingua e letteratura straniera                                  | 3       | 3       | 3        | 2        | 2        |
| Storia                                                          | 2       | 2       | 2        | 2        | 2        |
| Geografia                                                       | 3       | -       | -        | -        | -        |
| Filosofia                                                       | -       | -       |          | 2        | 2        |
| Diritto e economia                                              | 2       | 2       | -        | -        | -        |
| Matematica ed informatica                                       | 5       | 5       | 4        | 4        | 4        |
| Matematica                                                      | -       | -       | -        | -        | -        |
| Tecnologia meccanica e progettazione                            | -       | -       | 5        | 5        | 5        |
| Laboratorio di fisica e chimica                                 | 5       | 5       | -        | -        | -        |
| Fisica e laboratorio                                            | -       | -       | 4        | 3        | -        |
| Chimica                                                         | -       | -       | 3        | 3        | -        |
| Biologia                                                        | -       | 3       | -        | -        | -        |
| Scienze della Terra                                             | 3       | -       | -        | -        | -        |
| Tecnologia e disegno                                            | 3       | 6       | -        | -        | -        |
| Meccanica e macchine                                            | -       | -       | 3        | 3        | 5        |
| Automazione                                                     | -       | -       | 3        | 3        | 4        |
| Sistemi Automatici                                              | -       | -       | -        | -        | -        |
| Economia e organizzazione aziendale                             | -       | -       | -        | -        | 3        |
| Educazione fisica                                               | 2       | 2       | 2        | 2        | 2        |
| Religione cattolica o attività alternative                      | 1       | 1       | 1        | 1        | 1        |
| Totale delle ore settimanali                                    | 34      | 34      | 34       | 34       | 34       |

### Liceo tecnologico-tessile
| Progetto Brocca (1992-2010) Sperimentazione indirizzo tessile | Biennio | Biennio | Triennio | Triennio | Triennio |
| Progetto Brocca (1992-2010) Sperimentazione indirizzo tessile | I       | II      | III      | IV       | V        |
| ------------------------------------------------------------- | ------- | ------- | -------- | -------- | -------- |
| Lingua e letteratura italiana                                 | 5       | 5       | 4        | 4        | 4        |
| Lingua e letteratura straniera                                | 3       | 3       | 3        | 2        | 2        |
| Storia                                                        | 2       | 2       | 2        | 2        | 2        |
| Geografia                                                     | 3       | -       | -        | -        | -        |
| Filosofia                                                     | -       | -       |          | 2        | 2        |
| Diritto e economia                                            | 2       | 2       | -        | -        | -        |
| Matematica ed informatica                                     | 5       | 5       | 4        | 4        | 4        |
| Matematica                                                    | -       | -       | -        | -        | -        |
| Moda, disegno e progettazione tessile                         | -       | -       | 5        | 4        | 5        |
| Laboratorio di fisica e chimica                               | 5       | 5       | -        | -        | -        |
| Fisica e laboratorio                                          | -       | -       | 3        | 3        | -        |
| Chimica                                                       | -       | -       | 3        | 3        | -        |
| Biologia                                                      | -       | 3       | -        | -        | -        |
| Scienze della Terra                                           | 3       | -       | -        | -        | -        |
| Tecnologia e disegno                                          | 3       | 6       | -        | -        | -        |
| Chimica tessile                                               | -       | -       | -        | -        | 3        |
| Automazione                                                   | -       | -       | 3        | 3        | 3        |
| Tecnologia tessile                                            | -       | -       | 4        | 4        | 3        |
| Economia e organizzazione aziendale                           | -       | -       | -        | -        | 3        |
| Educazione fisica                                             | 2       | 2       | 2        | 2        | 2        |
| Religione cattolica o attività alternative                    | 1       | 1       | 1        | 1        | 1        |
| Totale delle ore settimanali                                  | 34      | 34      | 34       | 34       | 34       |

### Liceo tecnologico-costruzioni
| Progetto Brocca (1992-2010) Sperimentazione indirizzo costruzioni | Biennio | Biennio | Triennio | Triennio | Triennio |
| Progetto Brocca (1992-2010) Sperimentazione indirizzo costruzioni | I       | II      | III      | IV       | V        |
| ----------------------------------------------------------------- | ------- | ------- | -------- | -------- | -------- |
| Lingua e letteratura italiana                                     | 5       | 5       | 4        | 4        | 4        |
| Lingua e letteratura straniera                                    | 3       | 3       | 3        | 2        | 2        |
| Storia                                                            | 2       | 2       | 2        | 2        | 2        |
| Geografia                                                         | 3       | -       | -        | -        | -        |
| Filosofia                                                         | -       | -       |          | 2        | 2        |
| Diritto e economia                                                | 2       | 2       | -        | -        | -        |
| Matematica ed informatica                                         | 5       | 5       | 4        | 4        | 4        |
| Diritto                                                           | -       | -       | -        | 2        | -        |
| Costruzioni e progettazioni edilizie                              | -       | -       | 4        | 4        | 6        |
| Laboratorio di fisica e chimica                                   | 5       | 5       | -        | -        | -        |
| Fisica e laboratorio                                              | -       | -       | 4        | 3        | -        |
| Chimica                                                           | -       | -       | 3        | 2        | -        |
| Biologia                                                          | -       | 3       | -        | -        | -        |
| Scienze della Terra                                               | 3       | -       | -        | -        | -        |
| Tecnologia e disegno                                              | 3       | 6       | -        | -        | -        |
| Rilievo architettonico                                            | -       | -       | 2        | 2        | 4        |
| Topografia generale                                               | -       | -       | -        | 3        | 4        |
| Contabilità, economia, estimo                                     | -       | -       | 3        | 3        | 3        |
| Economia e organizzazione aziendale                               | -       | -       | -        | -        | -        |
| Educazione fisica                                                 | 2       | 2       | 2        | 2        | 2        |
| Religione cattolica o attività alternative                        | 1       | 1       | 1        | 1        | 1        |
| Totale delle ore settimanali                                      | 34      | 34      | 34       | 34       | 34       |

### Liceo tecnologico-territorio
| Progetto Brocca (1992-2010) Sperimentazione indirizzo territorio | Biennio | Biennio | Triennio | Triennio | Triennio |   |
| Progetto Brocca (1992-2010) Sperimentazione indirizzo territorio | I       | II      | III      | IV       | V        |   |
| ---------------------------------------------------------------- | ------- | ------- | -------- | -------- | -------- | - |
| Lingua e letteratura italiana                                    | 5       | 5       | 4        | 4        | 4        |   |
| Lingua e letteratura straniera                                   | 3       | 3       | 3        | 2        | 2        |   |
| Storia                                                           | 2       | 2       | 2        | 2        | 2        |   |
| Geografia                                                        | 3       | -       | -        | -        | -        |   |
| Filosofia                                                        | -       | -       |          | 2        | 2        |   |
| Diritto e economia                                               | 2       | 2       | -        | -        | -        | 2 |
| Matematica ed informatica                                        | 5       | 5       | 4        | 4        | 4        |   |
| Strutture urbane e territoriali                                  | -       | -       | 3        | 3        | 7        |   |
| Laboratorio di fisica e chimica                                  | 5       | 5       | -        | -        | -        |   |
| Fisica e laboratorio                                             | -       | -       | 4        | 2        | -        |   |
| Chimica                                                          | -       | -       | 3        | 2        | -        |   |
| Ecologia                                                         | -       | -       | 3        | -        | -        |   |
| Scienze della Terra                                              | 3       | -       | -        | 2        | 2        |   |
| Tecnologia e disegno                                             | 3       | 6       | -        | -        | -        |   |
| Geografia Urbana e Regionale                                     | -       | -       | 2        | 2        | -        |   |
| Topografia generale                                              | -       | -       | 2        | 3        | 4        |   |
| Economia ed estimo territoriale                                  | -       | -       | 2        | 3        | 4        |   |
| Educazione fisica                                                | 2       | 2       | 2        | 2        | 2        |   |
| Religione cattolica o attività alternative                       | 1       | 1       | 1        | 1        | 1        |   |
| Totale delle ore settimanali                                     | 34      | 34      | 34       | 34       | 34       |   |

### Liceo tecnologico-agroindustriale
| Progetto Brocca (1992-2010) Sperimentazione indirizzo agroindustriale | Biennio | Biennio | Triennio | Triennio | Triennio |
| Progetto Brocca (1992-2010) Sperimentazione indirizzo agroindustriale | I       | II      | III      | IV       | V        |
| --------------------------------------------------------------------- | ------- | ------- | -------- | -------- | -------- |
| Lingua e letteratura italiana                                         | 5       | 5       | 4        | 4        | 4        |
| Lingua e letteratura straniera                                        | 3       | 3       | 3        | 2        | 2        |
| Storia                                                                | 2       | 2       | 2        | 2        | 2        |
| Geografia                                                             | 3       | -       | -        | -        | -        |
| Filosofia                                                             | -       | -       |          | 2        | 2        |
| Diritto e economia                                                    | 2       | 2       | -        | -        | -        |
| Matematica ed informatica                                             | 5       | 5       | 4        | 3        | 3        |
| Tecniche della produzione vegetale                                    | -       | -       | 3        | 3        | 4        |
| Laboratorio di fisica e chimica                                       | 5       | 5       | -        | -        | -        |
| Fisica e laboratorio                                                  | -       | -       | 3        | 2        | -        |
| Chimica                                                               | -       | -       | 3        | 3        | -        |
| Biologia e Fisiopatologia                                             | -       | 3       | 3        | 2        | 2        |
| Scienze della Terra                                                   | 3       | -       | -        | -        | -        |
| Tecnologia e disegno                                                  | 3       | 6       | -        | -        | -        |
| Tecnica della produzione animale                                      | -       | -       | 3        | 3        | -        |
| Elementi di Topografia e Costruzioni                                  | -       | -       | -        | -        | 3        |
| Industria agroalimentare                                              | -       | -       | -        | -        | 4        |
| Economia, Estimo e Gestione Aziendale                                 | -       | -       | 3        | 4        | 5        |
| Educazione fisica                                                     | 2       | 2       | 2        | 2        | 2        |
| Religione cattolica o attività alternative                            | 1       | 1       | 1        | 1        | 1        |
| Totale delle ore settimanali                                          | 34      | 34      | 34       | 34       | 34       |

### Liceo tecnologico-biologico
| Progetto Brocca (1992-2010) Sperimentazione indirizzo biologico | Biennio | Biennio | Triennio | Triennio | Triennio |
| Progetto Brocca (1992-2010) Sperimentazione indirizzo biologico | I       | II      | III      | IV       | V        |
| --------------------------------------------------------------- | ------- | ------- | -------- | -------- | -------- |
| Lingua e letteratura italiana                                   | 5       | 5       | 4        | 4        | 4        |
| Lingua e letteratura straniera                                  | 3       | 3       | 3        | 2        | 2        |
| Storia                                                          | 2       | 2       | 2        | 2        | 2        |
| Geografia                                                       | 3       | -       | -        | -        | -        |
| Filosofia                                                       | -       | -       |          | 2        | 2        |
| Diritto e economia                                              | 2       | 2       | -        | -        | -        |
| Matematica ed informatica                                       | 5       | 5       | 4        | 3        | 3        |
| Biologia Generale                                               | -       | -       | 3        | -        | -        |
| Laboratorio di fisica e chimica                                 | 5       | 5       | -        | -        | -        |
| Fisica e laboratorio                                            | -       | -       | 4        | 3        | -        |
| Ecologia                                                        | -       | -       | 3        | -        | -        |
| Biologia                                                        | -       | 3       | -        | -        | -        |
| Scienze della Terra                                             | 3       | -       | -        | -        | -        |
| Tecnologia e disegno                                            | 3       | 6       | -        | -        | -        |
| Microbiologia                                                   | -       | -       | -        | 3        | 5        |
| Morfologia e Fisiologia                                         | -       | -       | 4        | 3        | -        |
| Biochimica e Biologia molecolare                                | -       | -       | -        | 2        | 5        |
| Chimica Generale                                                | -       | -       | 4        | -        | -        |
| Chimica Organica e Analitica                                    | -       | -       | -        | 7        | -        |
| Chimica strumentale                                             | -       | -       | -        | -        | 4        |
| Organizzazione Aziendale                                        | -       | -       | -        | -        | 2        |
| Educazione fisica                                               | 2       | 2       | 2        | 2        | 2        |
| Religione cattolica o attività alternative                      | 1       | 1       | 1        | 1        | 1        |
| Totale delle ore settimanali                                    | 34      | 34      | 34       | 35       | 33       |